# Jetstar Airways

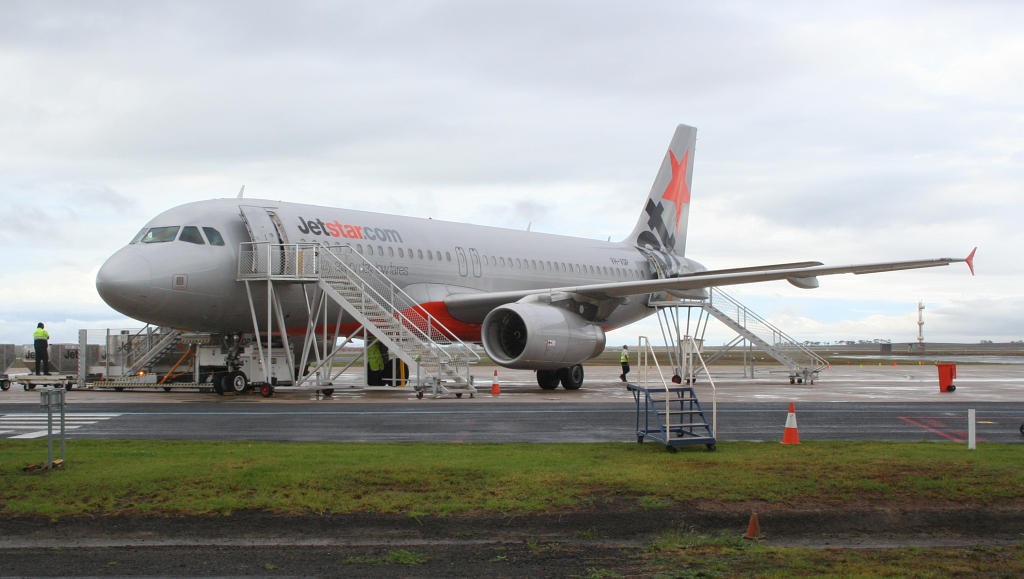
Аэробус A320-200 в аэропорту Авалон

Jetstar Airways — австралийская бюджетная авиакомпания. Представляет собой дочернее предприятие крупнейшего австралийского авиаперевозчика Qantas, которое было организовано как ответ на вторжение на австралийский рынок бюджетного перевозчика Virgin Blue. Компания обслуживает широкую сеть внутренних австралийских авиалиний, а также обеспечивает сервис на некоторых международных линиях. Основной базой авиакомпании является аэропорт города Мельбурн.

## Флот
В ноябре 2024 года флот Jetstar состоял из 79 самолётов, средний возраст которых 10,5 лет:

## Действующие маршруты

### Азия
- Китай

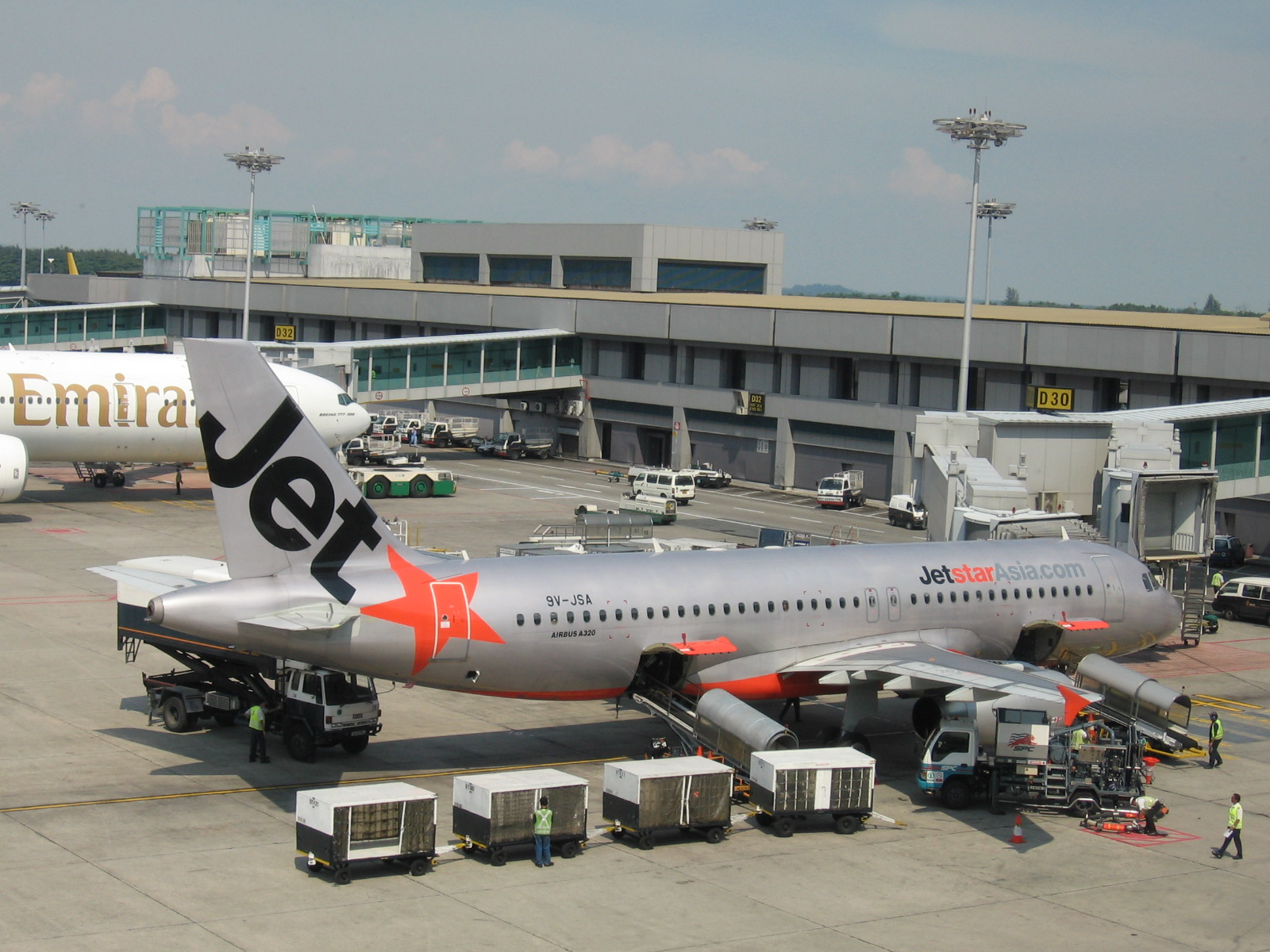
Аэробус A320-200 в аэропорту Чанги

  - Пекин - Международный аэропорт Шоуду́ (с 24 ноября)[2]
- Индонезия
  - Денпасар (Бали)  – Международный аэропорт Нгурах-Рай
  - Джакарта – Международный аэропорт Сукарно Хатта
- Япония
  - Осака – Международный аэропорт Кансай
  - Токио – Международный аэропорт Нарита
- Филиппины
  - Манила – Международный аэропорт имени Ниноя Акино
- Сингапур
  - Международный аэропорт Чанги
- Таиланд
  - Бангкок – Международный аэропорт Суварнабхуми
  - Пхукет – Международный аэропорт Пхукет
- Вьетнам
  - Хошимин – Международный аэропорт Таншоннят

### Северная Америка
- США
  - Гонолулу – Международный аэропорт Гонолулу

### Австралия и Океания
- Австралия
  - Новый Южный Уэльс

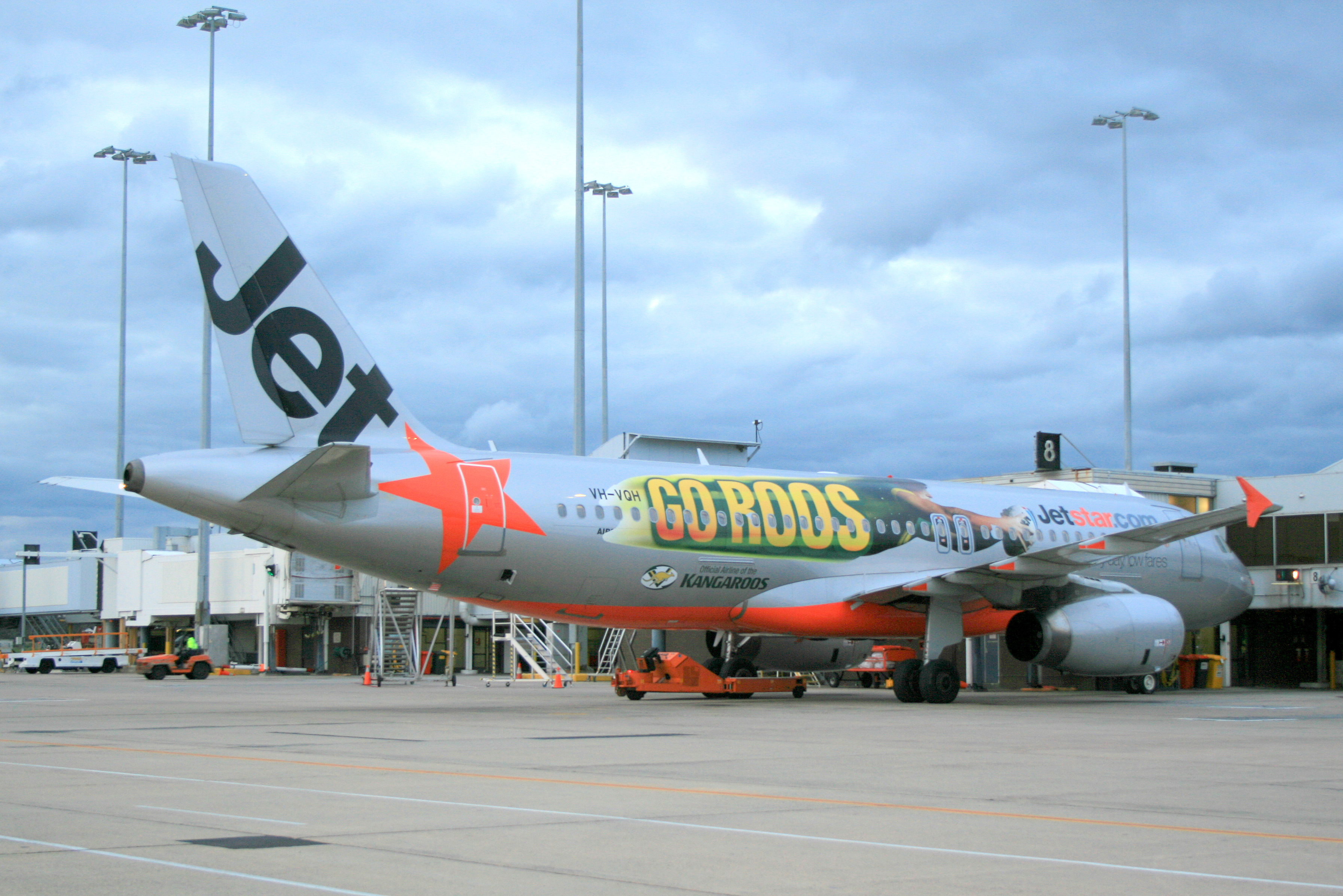
Аэробус A320-200 в ливрее, посвященной команде по регби-лиг «The Kangaroos» в аэропорту Тулламарин

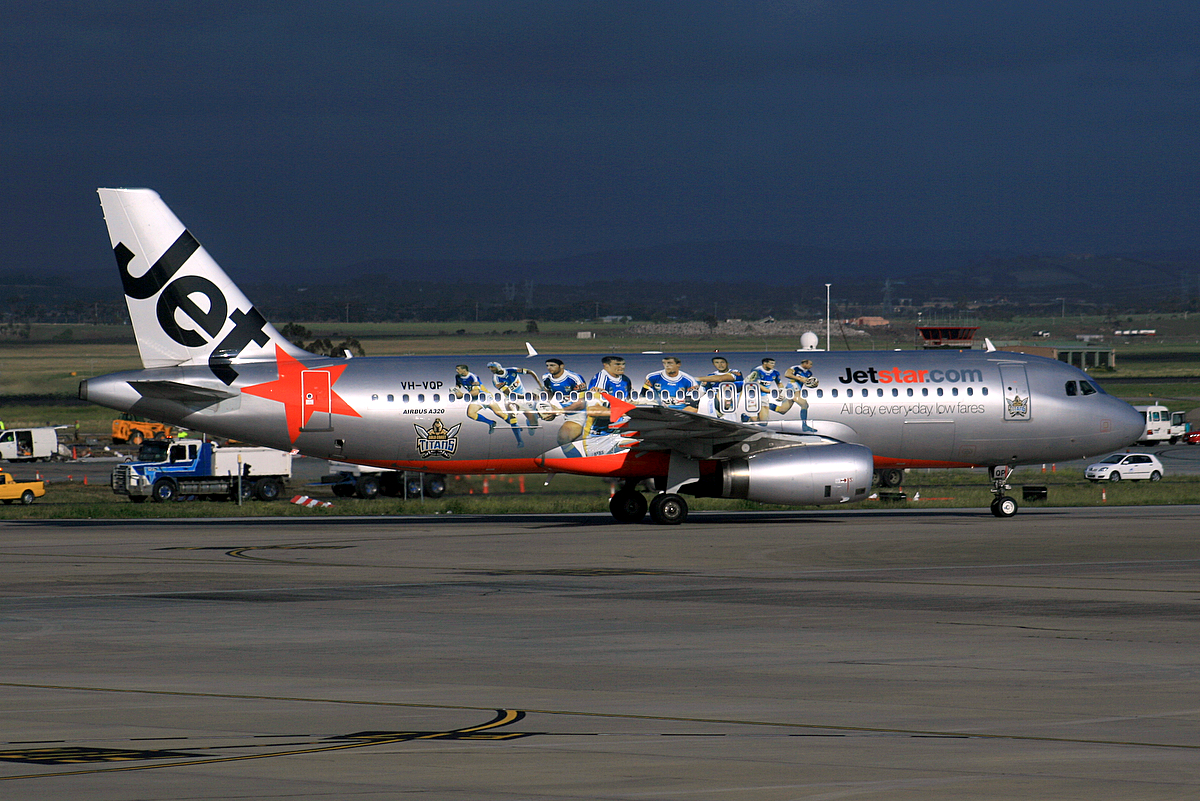
Аэробус A320-200 в ливрее, посвященной команде по регби-ли́г «Gold Coast Titans»

    - Баллина – аэропорт Баллина Байрон Гейтвэй
    - Ньюкасл – аэропорт Ньюкасла (основное направление)
    - Сидней – Международный аэропорт Кингсфорд Смит (хаб)

  - Северная территория
    - Дарвин  – Международный аэропорт Дарвина (основное направление)

  - Квинсленд
    - Брисбен – аэропорт Брисбена (хаб)
    - Кэрнс – Международный аэропорт Кэрнса (хаб)
    - Голд-Кост – Международный аэропорт Кулангатта (хаб)
    - Гамильтон – аэропорт Большого Барьерного Рифа
    - Маккай  – аэропорт Маккай
    - Саншайн-Кост – аэропорт Саншайн-Кост
    - Таунсвилл – Международный аэропорт Гарбутт
    - Просерпайн – аэропорт Уитсанди

  - Южная Австралия
    - Аделаида – Аделаида (аэропорт)

  - Тасмания
    - Хобарт – Международный аэропорт Хобарта (основное направление)
    - Лонсестон – аэропорт Лонсестона

  - Виктория
    - Джелонг – аэропорт Авалон
    - Мельбурн  – Международный аэропорт Тулламарин (Порт приписки)

  - Западная Австралия
    - Перт – Международный аэропорт Перта (основное направление)
- Фиджи
  - Нади – Международный аэропорт Нади
- Новая Зеландия
  - Окленд – Международный аэропорт Окленда (основное направление)
  - Крайстчерч – Международный аэропорт Крайстчерча
  - Данидин – Международный аэропорт Данидина
  - Куинстаун – Международный аэропорт Куинстауна
  - Веллингтон – Международный аэропорт Веллингтона

## Будущие маршруты
- Австралия
  - Коффс-Харбор – аэропорт Коффс-Харбор[3]
- Бельгия
  - Брюссель – Международный аэропорт Брюссель-Националь[4]
- Великобритания
  - Лондон – Международный аэропорт Хитроу[4]
- Германия
  - Мюнхен – Международный аэропорт имени Франца-Йозефа Штрауса[5]
- Греция
  - Афины – Международный аэропорт Элефтериос Венизелос[6]
- Италия
  - Рим – Аэропорт Фьюмичино[6]
  - Милан – Международный аэропорт Мальпенса, Читта́ ди Милано[5]
- Малайзия
  - Куала-Лумпур – Международный аэропорт Куала-Лумпур[7]

## Отменённые маршруты
- Австралия
  - Херви-Бей – аэропорт Херви-Бей[8]
  - Рокгемптон – аэропорт Коннор Парк[9]
- Япония
  - Нагоя – Международный аэропорт Тюбу[10]
- Малайзия
  - Куала-Лумпур – Международный аэропорт Куала-Лумпур[11]